# Lineární nezávislost
Ústředním konceptem lineární algebry je pojem lineární nezávislosti potažmo lineární závislosti vektorů z daného vektorového prostoru. Pomocí tohoto pojmu se definují další velmi důležité objekty lineární algebry, jako je například báze vektorového prostoru.
Máme-li soubor několika vektorů, pak lineární závislost je matematicky zachycená intuitivní představa o tom, že lze jeden vektor vyjádřit pomocí ostatních, pokud jsou si tyto vektory dostatečně podobné. Pokud jsou tyto vektory příliš rozdílné, pak nedokážeme sčítáním či prodlužováním vyjádřit jeden vektor pomocí zbylých. Takové vektory jsou lineárně nezávislé.

## Motivace

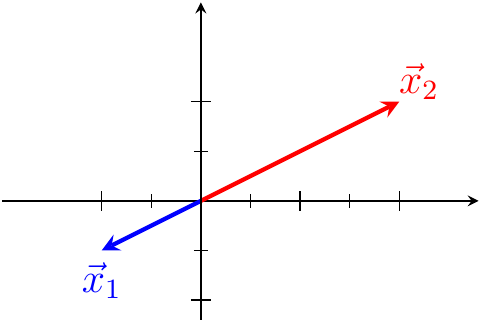
Obr. 1: Příklad dvou vektorů v rovině, kdy je druhý vektor násobkem vektoru prvního. Jde tedy o lineárně závislé vektory.

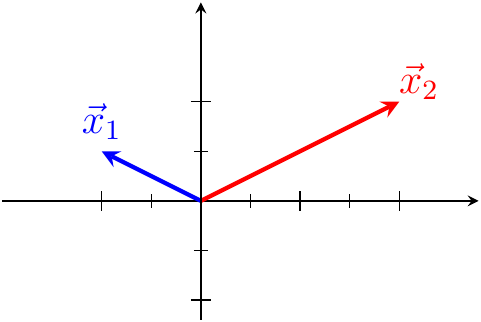
Obr. 2: Příklad dvou vektorů v rovině, kdy došlo vůči prvnímu obrázku k jisté změně prvního vektoru. Žádný z těchto dvou vektorů již nelze vyjádřit jako násobek toho druhého. Jedná se tedy o lineárně nezávislé vektory.

Uvažujme rovinu a v ní mějme šipky ve významu vektorů. Matematicky daná situace odpovídá reálnému vektorovému prostoru {\displaystyle \mathbb {R} ^{2}}, pro vztah tohoto vektorového prostoru a prostoru šipek v rovině viz oddíl Geometrická interpretace v článku lineární kombinace. Vezměme si konkrétní příklad se šipkami {\displaystyle \scriptstyle {\vec {x}}_{1},{\vec {x}}_{2}} vyznačenými na prvním obrázku. Jejich vektorový zápis je
{\displaystyle {\vec {x}}_{1}={\begin{pmatrix}-1\\-0,5\end{pmatrix}},\quad {\vec {x}}_{2}={\begin{pmatrix}2\\1\end{pmatrix}}.}
Vidíme, že obě šipky leží na jedné přímce. Navíc vidíme, a je to vidět i z číselného zápisu vektorů výše, že když vektor {\displaystyle \scriptstyle {\vec {x}}_{1}} obrátíme, bude směřovat stejným směrem jako vektor {\displaystyle \scriptstyle {\vec {x}}_{2}}, a když ho ještě prodloužíme na dvojnásobnou délku, tak se bude přesně rovnat tomuto druhému vektoru. Neboli platí
{\displaystyle -2{\vec {x}}_{1}={\vec {x}}_{2}.}
Pokud si v rovnosti výše převedeme oba vektory na jednu stranu, dostáváme výraz
{\displaystyle 2{\vec {x}}_{1}+{\vec {x}}_{2}={\vec {0}},}
který je speciálním případem tzv. lineární kombinace vektorů. Obecně lze lineární kombinaci dvou vektorů vyjádřit ve tvaru {\displaystyle \alpha _{1}{\vec {x}}_{1}+\alpha _{2}{\vec {x}}_{2}}. V našem případě lze tedy výše uvedenou rovnost přepsat jako
{\displaystyle \alpha _{1}{\vec {x}}_{1}+\alpha _{2}{\vec {x}}_{2}={\vec {0}},\quad {\text{kde}}\quad \alpha _{1}=2,\quad \alpha _{2}=1.}
Koukněme se nyní na druhý obrázek, kde jsme první vektor pozměnili tak, že jsme mu přepsali jeho druhou složku, máme nyní tedy
{\displaystyle {\vec {x}}_{1}={\begin{pmatrix}-1\\0,5\end{pmatrix}},\quad {\vec {x}}_{2}={\begin{pmatrix}2\\1\end{pmatrix}}.}
Z obrázku teď ale vidíme, že již nelze vektor {\displaystyle {\vec {x}}_{2}} vyjádřit jako násobek vektoru {\displaystyle {\vec {x}}_{1}}. Ať tedy vezmeme jakékoli reálné číslo {\displaystyle \alpha \in \mathbb {R} }, tak se nám nepodaří splnit rovnost {\displaystyle \alpha {\vec {x}}_{1}={\vec {x}}_{2}}. Zkusme nyní prodlužovat či zkracovat, tj. škálovat, oba vektory, ne jen vektor {\displaystyle {\vec {x}}_{1}}, a ptejme se, zda by se tyto přeškálované vektory mohly rovnat. Uvažujme tedy výraz
{\displaystyle \alpha {\vec {x}}_{1}=\beta {\vec {x}}_{2},}
kde {\displaystyle \alpha ,\beta \in \mathbb {R} } jsou čísla, která bychom chtěli najít, aby platila rovnost. Když by bylo číslo {\displaystyle \scriptstyle \beta } nenulové, mohli bychom jím vydělit tuto rovnost a dostat výraz {\displaystyle \gamma {\vec {x}}_{1}={\vec {x}}_{2}}, kde {\displaystyle \gamma =\alpha /\beta }. O tomto výrazu jsme ale už viděli, že nemůže nastat. Vyjadřoval by totiž, že vektor {\displaystyle {\vec {x}}_{2}} je násobkem vektoru {\displaystyle {\vec {x}}_{1}}. Co ale, když je číslo {\displaystyle \beta } rovno nule? V takovém případě obdržíme rovnost {\displaystyle \alpha {\vec {x}}_{1}={\vec {0}}}, kterou ale můžeme vždy splnit tak, že položíme {\displaystyle \alpha =0}. Pro nenulový vektor {\displaystyle {\vec {x}}_{1}} je to navíc jediná volba, jak danou rovnost splnit. Když si nyní přeznačíme naše koeficienty jako {\displaystyle \alpha _{1}=\alpha } a {\displaystyle \alpha _{2}=-\beta }, tak můžeme podobně jako pro první obrázek psát
{\displaystyle \alpha _{1}{\vec {x}}_{1}+\alpha _{2}{\vec {x}}_{2}={\vec {0}},\quad {\text{kde nyní}}\quad \alpha _{1}=0,\quad \alpha _{2}=0.}
Vidíme tedy, že když máme dva nenulové vektory mířící různým směrem, tak jejich lineární kombinace, která má být rovná nulovému vektoru, už musí mít nutně oba koeficienty nulové. Lineární kombinaci, která má všechny koeficienty nulové, se říká triviální lineární kombinace. V opačném případě se lineární kombinace nazývá netriviální.
Shrňme si naše dosavadní sledování. Když byl vektor {\displaystyle {\vec {x}}_{2}} násobkem vektoru {\displaystyle {\vec {x}}_{1}} (Obr. 1), tak lineární kombinace {\displaystyle \alpha _{1}{\vec {x}}_{1}+\alpha _{2}{\vec {x}}_{2}} měla nenulové koeficienty {\displaystyle \alpha _{1}} a {\displaystyle \alpha _{2}}. Když ale jeden vektor nešel vyjádřit jako násobek toho druhého (Obr. 2), tak jsme obdrželi lineární kombinaci, jejíž koeficienty byly nutně nulové.
První případ by šlo popsat tak, že oba vektory byly závislé v tom smyslu, že z jednoho jsme byli schopni vhodnou úpravou dostat vektor druhý. Ve druhém případě ale už takovou úpravu provést nešlo a vektory byly v tomto smyslu nezávislé. Tato úvaha nás vede na obecnou definici lineární nezávislosti potažmo závislosti, nyní již pro libovolný (nenulový konečný) počet vektorů obecných vektorových prostorů. Místo lineárních kombinací pouze dvou vektorů už tak musíme uvažovat lineární kombinace obecného tvaru
{\displaystyle \alpha _{1}{\vec {x}}_{1}+\alpha _{2}{\vec {x}}_{2}+\ldots +\alpha _{k}{\vec {x}}_{k}={\vec {0}},}
kde {\displaystyle \alpha _{1},\alpha _{2},\ldots ,\alpha _{k}} jsou prvky tělesa, nad kterým je vektorový prostor definován.

## Definice
Buď {\displaystyle \scriptstyle V} vektorový prostor nad tělesem {\displaystyle \scriptstyle T} a mějme dále soubor vektorů {\displaystyle \scriptstyle {\vec {x}}_{1},\ldots ,{\vec {x}}_{k}} pro jisté přirozené číslo {\displaystyle \scriptstyle k\geq 1}. Uvažujme pak všechny možné lineární kombinace tohoto souboru vektorů, které jsou rovny nulovému vektoru. Pak říkáme, že soubor {\displaystyle \scriptstyle {\vec {x}}_{1},\ldots ,{\vec {x}}_{k}} je lineárně nezávislý, právě když ze všech lineárních kombinací těchto vektorů je rovna nulovému vektoru jen triviální lineární kombinace. V opačném případě nazýváme soubor výše lineárně závislý. Pro lineární nezávislost se občas používá zkratka LN a pro lineární závislost zkratka LZ.[zdroj?]
Výše uvedenou definici lze přeformulovat i takto: Vektory {\displaystyle {\vec {x}}_{1},\ldots ,{\vec {x}}_{k}} se nazývají lineárně závislé, pokud existuje netriviální lineární kombinace těchto vektorů, jejíž hodnota je nulový vektor. Lze tedy nalézt takové koeficienty {\displaystyle \scriptstyle \alpha _{i}} pro něž platí, že
{\displaystyle \sum _{i=1}^{k}\alpha _{i}{\vec {x}}_{i}={\vec {0}}}  a alespoň jeden z koeficientů {\displaystyle \alpha _{i}\neq 0}.
Pokud taková netriviální lineární kombinace neexistuje, pak jsou vektory označovány jako lineárně nezávislé a jejich lineární kombinace je nulový vektor jedině v triviálním případě, kdy jsou všechna {\displaystyle \alpha _{i}=0}.
Lineární (ne)závislost lze definovat pro libovolné podmnožiny vektorového prostoru, tedy i pro ty s nekonečným počtem prvků. Pak říkáme, že podmnožina vektorového prostoru je lineárně nezávislá množina, právě když každý konečný soubor vektorů z ní vybraný je lineárně nezávislý. Pokud existuje alespoň jeden konečný soubor vektorů, který je lineárně závislý, je daná množina lineárně závislá.
Abychom si ozřejmili výše podanou formální definici lineární nezávislosti souboru vektorů, mějme vektory {\displaystyle {\vec {x}}_{1},\ldots ,{\vec {x}}_{k}} a uvažujme jejich lineární kombinaci
{\displaystyle \alpha _{1}{\vec {x}}_{1}+\alpha _{2}{\vec {x}}_{2}+\ldots +\alpha _{k}{\vec {x}}_{k}=\sum _{i=1}^{k}\alpha _{i}{\vec {x}}_{i},}
pro obecné koeficienty {\displaystyle \alpha _{i}\in T}, {\displaystyle i\in \{1,\ldots ,k\}}. Položme nyní tuto lineární kombinaci rovnou nulovému vektoru a ptejme se, jaké hodnoty musí mít koeficienty, aby skutečně platila rovnost. To jest
{\displaystyle \sum _{i=1}^{k}\alpha _{i}{\vec {x}}_{i}={\vec {0}},\quad \alpha _{i}=\ ?,\quad i\in \{1,\ldots ,k\},}
kde máme pevně určeny vektory {\displaystyle {\vec {x}}_{1},\ldots ,{\vec {x}}_{k}} a hledáme k nim příslušné koeficienty {\displaystyle \alpha _{i}}. Pokud po výpočtu výrazu na levé straně zjistíme, že jediné koeficienty, které danou rovnost splňují, musí být všechny rovny nule, tak říkáme, že dané vektory {\displaystyle \scriptstyle {\vec {x}}_{1},\ldots ,{\vec {x}}_{k}} jsou lineárně nezávislé. Pokud alespoň jeden koeficient je nenulový a rovnost výše je splněna, pak tyto vektory nazveme lineárně závislými.
Protože platí, že všechny koeficienty jsou nulové, právě když {\displaystyle \sum _{i=1}^{k}|\alpha _{i}|=0}, a alespoň jeden koeficient je nenulový, právě když {\displaystyle \sum _{i=1}^{k}|\alpha _{i}|>0}, můžeme definici lineární nezávislosti přeformulovat následovně:
Vektory {\displaystyle {\vec {x}}_{1},\ldots ,{\vec {x}}_{k}} jsou lineárně nezávislé, právě když platí
{\displaystyle {\Big (}\forall (\alpha _{1},\ldots ,\alpha _{k})\in T^{k}{\Big )}\left(\sum _{i=1}^{k}\alpha _{i}{\vec {x}}_{i}={\vec {0}}\quad \Rightarrow \quad \sum _{i=1}^{k}|\alpha _{i}|=0\right).}
Vektory {\displaystyle {\vec {x}}_{1},\ldots ,{\vec {x}}_{k}} jsou lineárně závislé, právě když platí
{\displaystyle {\Big (}\exists (\alpha _{1},\ldots ,\alpha _{k})\in T^{k}{\Big )}\left(\sum _{i=1}^{k}\alpha _{i}{\vec {x}}_{i}={\vec {0}}\quad \wedge \quad \sum _{i=1}^{k}|\alpha _{i}|>0\right).}

## Vlastnosti
V následujících tvrzeních vždy uvažujeme vektorový prostor {\displaystyle \scriptstyle V} nad tělesem {\displaystyle \scriptstyle T}.

### Alternativní definice
Lineární (ne)závislost se definuje i tak, že soubor vektorů je lineárně závislý, právě když existuje v tomto souboru vektor, který lze vyjádřit jako lineární kombinaci vektorů zbylých. Jinak řečeno, soubor vektorů je lineárně závislý, právě když existuje vektor ležící v lineárním obalu vektorů zbylých. Protože jsme výše zvolili jinou definici, tak si toto tvrzení nyní dokážeme.
- Buď {\displaystyle {\vec {x}}_{1},\ldots ,{\vec {x}}_{n}} soubor n vektorů, kde {\displaystyle n\geq 2}. Pak {\displaystyle {\vec {x}}_{1},\ldots ,{\vec {x}}_{n}} je lineárně závislý, právě když existuje vektor {\displaystyle {\vec {x}}_{i_{0}}} pro jisté {\displaystyle i_{0}\in \{1,\ldots ,n\}} tak, že

{\displaystyle {\vec {x}}_{i_{0}}\in \{{\vec {x}}_{1},\ldots ,{\vec {x}}_{i_{0}-1},{\vec {x}}_{i_{0}+1},\ldots ,{\vec {x}}_{n}\}_{\text{lin}},}
kde {\displaystyle \{\ldots \}_{\text{lin}}} značí lineární obal.
Důkaz: Dokažme nejdříve implikaci zleva doprava, tj. mějme lineárně závislý soubor. Existuje tedy netriviální lineární kombinace tohoto souboru dávající nulový vektor, neboli {\displaystyle \sum _{i=1}^{n}\alpha _{i}{\vec {x}}_{i}=0,} kde je alespoň jeden koeficient nenulový. Označme si ho {\displaystyle \alpha _{i_{0}}}. Pak můžeme psát
{\displaystyle \alpha _{i_{0}}{\vec {x}}_{i_{0}}+\sum _{i=1,i\neq i_{0}}^{n}\alpha _{i}{\vec {x}}_{i}=0.}
Nyní můžeme sumu výše převést na druhou stranu rovnosti. Protože je {\displaystyle \scriptstyle \alpha _{i_{0}}} nenulový, můžeme jím dělit a dostáváme tak vyjádření pro vektor {\displaystyle \scriptstyle {\vec {x}}_{i_{0}}} pomocí zbylých vektorů
{\displaystyle {\vec {x}}_{i_{0}}={\frac {1}{\alpha _{i_{0}}}}\sum _{i=1,i\neq i_{0}}^{n}\alpha _{i}{\vec {x}}_{i}.}
Pro důkaz opačné implikace předpokládejme, že lze jistý vektor {\displaystyle \scriptstyle {\vec {x}}_{i_{0}}} vyjádřit jako lineární kombinaci zbylých vektorů ve tvaru
{\displaystyle {\vec {x}}_{i_{0}}=\sum _{i=1,i\neq i_{0}}^{n}\alpha _{i}{\vec {x}}_{i}.}
Když si vektor {\displaystyle {\vec {x}}_{i_{0}}} ale převedu na pravou stranu rovnosti, tak rázem dostávám netriviální lineární kombinaci původního souboru vektorů, která dává nulový vektor (konkrétně {\displaystyle \alpha _{i_{0}}=-1}). Soubor je tak lineárně závislý.
Přímým důsledkem právě dokázané věty je následující tvrzení:
- Buď {\displaystyle {\vec {x}}_{1},\ldots ,{\vec {x}}_{n}} lineárně závislý soubor n vektorů, kde {\displaystyle n\geq 2}. Pak existuje {\displaystyle i_{0}\in \{1,\ldots ,n\}} tak, že

{\displaystyle \{{\vec {x}}_{1},\ldots ,{\vec {x}}_{n}\}_{\text{lin}}=\{{\vec {x}}_{1},\ldots ,{\vec {x}}_{i_{0}-1},{\vec {x}}_{i_{0}+1},\ldots ,{\vec {x}}_{n}\}_{\text{lin}}.}
Důkaz: Zřejmý z předchozího tvrzení a druhého tvrzení v oddíle Ostatní vlastnosti v článku Lineární obal.

### Ostatní
- Množina obsahující jediný vektor je lineárně nezávislá, právě když je tento vektor nenulový, tj.

{\displaystyle (\forall {\vec {x}}\in V)\left(\{{\vec {x}}\}\ {\text{je LN}}\quad \Leftrightarrow \quad {\vec {x}}\neq {\vec {0}}\right).}
Důkaz: Obecná lineární kombinace jednoho vektoru má tvar {\displaystyle \alpha {\vec {x}}} pro nějaké {\displaystyle \alpha \in T}. Dokažme nejprve sporem implikaci zleva doprava. Máme tedy lineárně nezávislou množinu obsahující jediný vektor a předpokládejme, že je tento vektor nulový. Pak je ale lineární kombinace {\displaystyle \scriptstyle \alpha {\vec {x}}} nulová pro libovolnou hodnotu koeficientu {\displaystyle \alpha } a ne jen v triviálním případě, kdy {\displaystyle \alpha =0}. Máme tak spor s definicí. Ukažme nyní implikaci zprava doleva. Když je vektor {\displaystyle \scriptstyle {\vec {x}}} nenulový, pak lineární kombinace {\displaystyle \alpha {\vec {x}}} bude rovna nulovému vektoru jen pro {\displaystyle \alpha =0}, což jsme měli dokázat.
- Pokud je soubor vektorů {\displaystyle {\vec {x}}_{1},\ldots ,{\vec {x}}_{n}} ({\displaystyle n\geq 1}) lineárně nezávislý, tak je lineárně nezávislá i každá jeho podmnožina. Neboli, mějme {\displaystyle {\vec {x}}_{1},\ldots ,{\vec {x}}_{n}} soubor n vektorů, nechť {\displaystyle l\in \mathbb {N} } je nějaké číslo splňující {\displaystyle 1\leq l\leq n} a nechť {\displaystyle (k_{1},\ldots ,k_{l})} je l-tice čísel taková, že {\displaystyle 1\leq k_{1}<k_{2}<\ldots <k_{l}\leq n}. Pak, jsou-li {\displaystyle {\vec {x}}_{1},\ldots ,{\vec {x}}_{k}} lineárně nezávislé, jsou lineárně nezávislé i vektory {\displaystyle {\vec {x}}_{k_{1}},\ldots ,{\vec {x}}_{k_{l}}}.

Důkaz: Je vhodnější dokazovat obměněnou implikaci původního tvrzení, tj. dokažme, že když je soubor {\displaystyle {\vec {x}}_{k_{1}},\ldots ,{\vec {x}}_{k_{l}}} lineárně závislý, tak je lineárně závislý i soubor {\displaystyle {\vec {x}}_{1},\ldots ,{\vec {x}}_{k}}. Předpokládejme, že je {\displaystyle {\vec {x}}_{k_{1}},\ldots ,{\vec {x}}_{k_{l}}} lineárně závislý, tj. existuje l-tice koeficientů {\displaystyle (\alpha _{1},\ldots ,\alpha _{l})\in T^{l}} tak, že
{\displaystyle \sum _{i=1}^{l}\alpha _{i}{\vec {x}}_{k_{i}}={\vec {0}}\quad \wedge \quad \sum _{i=1}^{l}|\alpha _{i}|>0.}
Potom ale dostáváme i netriviální lineární kombinaci původního souboru
{\displaystyle \sum _{i=1}^{k}\beta _{i}{\vec {x}}_{i}={\vec {0}}}
když položíme {\displaystyle \beta _{k_{i}}\equiv \alpha _{i}} pro {\displaystyle i\in \{1,\ldots ,l\}} a {\displaystyle \beta _{j}=0} jinak.
- Nechť {\displaystyle {\vec {x}}_{1},\ldots ,{\vec {x}}_{n}} je lineárně závislý soubor n vektorů. Pak buď {\displaystyle {\vec {x}}_{1}={\vec {0}}}, nebo {\displaystyle n\geq 2} a přitom existuje {\displaystyle i_{0}\in \{2,\ldots ,n\}} takové, že

{\displaystyle {\vec {x}}_{i_{0}}\in \{{\vec {x}}_{1},\ldots ,{\vec {x}}_{i_{0}-1}\}_{\text{lin}},}
kde {\displaystyle \{\ldots \}_{\text{lin}}} značí lineární obal.
Důkaz: Z prvního tvrzení této sekce plyne, že pro {\displaystyle {\vec {x}}_{1}\neq {\vec {0}}} musí být již nutně {\displaystyle n\geq 2}, jinak by byl soubor lineárně nezávislý. Máme teď tedy lineární kombinaci {\displaystyle \sum _{i=1}^{n}\alpha _{i}{\vec {x}}_{i}={\vec {0}}} s alespoň jedním koeficientem nenulovým. Abychom dokončili důkaz věty, tak musíme ukázat, že alespoň jeden nenulový je nějaký z koeficientů {\displaystyle \alpha _{2},\ldots ,\alpha _{n}}. Pro spor předpokládejme, že {\displaystyle (\forall i\in \{2,\ldots ,n\})(\alpha _{i}=0)}. Pak ale
{\displaystyle {\vec {0}}=\sum _{i=1}^{n}\alpha _{i}{\vec {x}}_{i}=\alpha _{1}{\vec {x}}_{1}.}
Protože ale {\displaystyle {\vec {x}}_{1}\neq {\vec {0}}}, musí být {\displaystyle \alpha _{1}=0}. Jenže to by znamenalo, že jsou úplně všechny koeficienty lineární kombinace nulové, což je spor s tím, že jsme původně volili netriviální lineární kombinaci. Máme tak dokázáno, že mezi koeficienty {\displaystyle \alpha _{2},\ldots ,\alpha _{n}} je alespoň jeden nenulový. Vezměme tedy ten, který má ze všech koeficientů největší index. Označme si ho {\displaystyle \alpha _{i_{0}}}. Postupem stejným jako v důkaze prvního tvrzení sekce Alternativní definice si vyjádříme vektor {\displaystyle {\vec {x}}_{i_{0}}} pomocí vektorů ostatních. Ty mají všechny menší index než {\displaystyle i_{0}}. Dostáváme tak tvrzení věty.

## Příklady

### Příklad 1 — Aritmetické vektory
Nejčastějšími příklady vektorů jsou n-tice čísel, tzv. aritmetické vektory. Uvažujme pro konkrétnost prostor {\displaystyle \scriptstyle \mathbb {R} ^{3}} s klasicky definovanými operacemi sčítání dvou vektorů a násobení vektoru číslem. V tomto prostoru mějme následující tři vektory
{\displaystyle {\vec {x}}_{1}={\begin{pmatrix}1\\2\\0\end{pmatrix}},\quad {\vec {x}}_{2}={\begin{pmatrix}-1\\1\\0\end{pmatrix}},\quad {\vec {x}}_{3}={\begin{pmatrix}4\\-3\\2\end{pmatrix}}.}
Zkoumejme, zda jsou tyto vektory lineárně nezávislé. Uvažujme tedy jejich lineární kombinaci dávající nulový vektor
{\displaystyle \alpha _{1}{\vec {x}}_{1}+\alpha _{2}{\vec {x}}_{2}+\alpha _{3}{\vec {x}}_{3}=\alpha _{1}{\begin{pmatrix}1\\2\\0\end{pmatrix}}+\alpha _{2}{\begin{pmatrix}-1\\1\\0\end{pmatrix}}+\alpha _{3}{\begin{pmatrix}4\\-3\\2\end{pmatrix}}={\begin{pmatrix}0\\0\\0\end{pmatrix}}.}
Využijeme-li definice sčítání vektorů a jejich násobení číslem, tak nám výše uvedená rovnost přejde do tvaru
{\displaystyle {\begin{pmatrix}\alpha _{1}-\alpha _{2}+4\alpha _{3}\\2\alpha _{1}+\alpha _{2}-3\alpha _{3}\\\qquad \qquad \quad 2\alpha _{3}\\\end{pmatrix}}={\begin{pmatrix}0\\0\\0\end{pmatrix}}.}
Třetí řádek rovnosti nám určuje {\displaystyle \alpha _{3}=0}. Dosadíme-li tuto hodnotu to zbylých dvou řádků, zbude nám soustava dvou rovnic pro dvě neznámé
{\displaystyle {\begin{aligned}\alpha _{1}-\alpha _{2}&=&0,\\2\alpha _{1}+\alpha _{2}&=&0.\end{aligned}}}
Ta je zjevně splněna jen pro {\displaystyle \alpha _{1}=0} a {\displaystyle \alpha _{2}=0}. Všechny tři koeficienty jsou tedy nulové a my jsme tím dokázali, že vektory {\displaystyle {\vec {x}}_{1},{\vec {x}}_{2},{\vec {x}}_{3}} jsou lineárně nezávislé.

### Příklad 2 — Polynomy
Vektorové prostory mohou být ale rozmanitější, než jen ty s n-ticemi čísel. Vektorovým prostorem je například i množina všech polynomů. Vezměme čtyři jednoduché polynomy a zkoumejme u nich lineární nezávislost:
{\displaystyle p_{1}(x)=x^{3},\quad p_{2}(x)=x-1,\quad p_{3}(x)=x^{2}+x,\quad p_{4}(x)=2.}
Jako u aritmetických vektorů uvažujme tedy nejprve jejich obecnou lineární kombinaci, kterou položíme rovnou nulovému vektoru, což je v našem případě nulový polynom. To jest
{\displaystyle 0=\alpha _{1}p_{1}(x)+\alpha _{2}p_{2}(x)+\alpha _{3}p_{3}(x)+\alpha _{4}p_{4}(x)=\alpha _{1}(x^{3})+\alpha _{2}(x-1)+\alpha _{3}(x^{2}+x)+\alpha _{4}(2).}
Shlukneme-li si čísla k jednotlivým mocninám nezávisle proměnné, dostáváme
{\displaystyle \alpha _{1}x^{3}+\alpha _{3}x^{2}+(\alpha _{2}+\alpha _{3})x+(2\alpha _{4}-\alpha _{2})=0.}
Máme nyní rovnost, kde na jedné straně vystupuje jistý polynom třetího stupně a na straně druhé je pak nulový polynom, nulová funkce. Tuto rovnost je třeba chápat tak, že musí být splněna pro všechny hodnoty, kterých může nezávisle proměnná nabývat, tj. pro všechna reálná {\displaystyle \scriptstyle x}. Dosaďme pár konkrétních hodnot proměnné {\displaystyle \scriptstyle x} a snažme se z toho něco zjistit o koeficientech v rovnosti výše. Když položíme postupně {\displaystyle x=0,x=1,x=-1,x=2}, tak se rovnost redukuje do tvaru
{\displaystyle {\begin{aligned}x=0:\quad &-\alpha _{2}+2\alpha _{4}&=&\ 0,\\x=1:\quad &\alpha _{1}+2\alpha _{3}+2\alpha _{4}&=&\ 0,\\x=-1:\quad &-\alpha _{1}-2\alpha _{2}+2\alpha _{4}&=&\ 0,\\x=2:\quad &8\alpha _{1}+\alpha _{2}+6\alpha _{3}+2\alpha _{4}&=&\ 0.\end{aligned}}}
Z prvních tří rovnic není těžké odvodit vztahy {\displaystyle \alpha _{1}=-\alpha _{2}=-2\alpha _{4}} a {\displaystyle \alpha _{3}=0}. Když tyto dosadíme do rovnice čtvrté, tak obdržíme {\displaystyle \alpha _{4}=0}. Po zpětném dosazení tedy vidíme, že jsou všechny koeficienty nulové a dané polynomy {\displaystyle p_{1},p_{2},p_{3},p_{4}} jsou lineárně nezávislé. K tomuto zjištění jsme nemuseli procházet celou reálnou osu, ale stačilo dosadit čtyři konkrétní hodnoty nezávisle proměnné.
Mohli jsme ale vidět rovnou, že jsou dané koeficienty nulové. Na rovnici
{\displaystyle \alpha _{1}x^{3}+\alpha _{3}x^{2}+(\alpha _{2}+\alpha _{3})x+(2\alpha _{4}-\alpha _{2})=0}
se totiž můžeme dívat ve tvaru
{\displaystyle \alpha _{1}x^{3}+\alpha _{3}x^{2}+(\alpha _{2}+\alpha _{3})x+(2\alpha _{4}-\alpha _{2})=0x^{3}+0x^{2}+0x+0.}
Polynom na levé straně rovnosti je roven nulovému polynomu, ten má ale všechny koeficienty u svých mocnin nulové. Dostali bychom tak porovnáním odpovídajících koeficientů rovnou rovnice (levý sloupec v následující tabulce označuje mocninu, u které dané koeficienty v předchozí rovnici vystupují)
{\displaystyle {\begin{aligned}x^{3}:\quad &\alpha _{1}&=&\ 0,\\x^{2}:\quad &\alpha _{3}&=&\ 0,\\x:\quad &\alpha _{2}+\alpha _{3}&=&\ 0,\\1:\quad &2\alpha _{4}-\alpha _{2}&=&\ 0.\end{aligned}}}
Tato soustava rovnic má zřejmě řešení {\displaystyle \alpha _{1}=\alpha _{2}=\alpha _{3}=\alpha _{4}=0}.

### Příklad 3 — Komplexní funkce
Vektorový prostor například tvoří i komplexní funkce reálné proměnné, kde definujeme sčítání funkcí a jejich násobení bodově. Máme tedy množinu
{\displaystyle V=\{f{\big |}f\,{\text{je funkce}},\,f:\mathbb {R} \to \mathbb {C} \}.}
Vezměme nyní tři funkce a ptejme se, zda jsou lineárně nezávislé, konkrétně funkce
{\displaystyle f_{1}(x)=\cos(x),\quad f_{2}(x)=e^{ix},\quad f_{3}(x)=e^{-ix}.}
Symbol i zde značí imaginární jednotku. V matematické analýze se dokazuje tzv. Eulerův vzorec, jenž zní
{\displaystyle e^{ix}=\cos(x)+i\sin(x).}
Když do výše uvedeného vzorce dosadíme místo proměnné {\displaystyle x} proměnnou {\displaystyle -x}, tak nám přejde na tvar
{\displaystyle e^{-ix}=\cos(x)-i\sin(x),}
kde jsme využili sudosti funkce {\displaystyle \scriptstyle \cos } a lichosti funkce {\displaystyle \scriptstyle \sin }. Sečteme-li výše uvedené vzorce, dostaneme
{\displaystyle e^{ix}+e^{-ix}=2\cos(x)}
neboli
{\displaystyle \cos(x)={\frac {e^{ix}+e^{-ix}}{2}}.}
Kromě toho, že jsme nalezli jiné vyjádření pro funkci {\displaystyle \scriptstyle \cos } jsme tak ještě navíc ukázali, že jsou funkce {\displaystyle \scriptstyle f_{1},f_{2},f_{3}} lineárně závislé. Funkce {\displaystyle \scriptstyle f_{1}} jde totiž vyjádřit pomocí zbylých dvou.

### Příklad 4 — Závislost na tělese
Bereme-li vektorový prostor jen jako množinu bez vztahu ke svému tělesu, mohou být tytéž vektory lineárně závislé i lineárně nezávislé podle toho, nad jakým tělesem je daný vektorový prostor definován. Pro konkrétnost uvažujme prostor všech uspořádaných dvojic komplexních čísel, tj. {\displaystyle \scriptstyle \mathbb {C} ^{2}}. V něm vyberme vektory
{\displaystyle {\vec {x}}_{1}={\begin{pmatrix}-1\\1\end{pmatrix}},\quad {\vec {x}}_{2}={\begin{pmatrix}i\\-i\end{pmatrix}}.}
Zde symbol i značí imaginární jednotku. Tyto dva vektory jsou lineárně závislé, uvažujeme-li {\displaystyle \scriptstyle \mathbb {C} ^{2}} jako vektorový prostor nad tělesem komplexních čísel, ale přitom lineárně nezávislé, uvažujeme-li {\displaystyle \scriptstyle \mathbb {C} ^{2}} jako vektorový prostor nad tělesem reálných čísel. V prvním případě, když je těleso komplexní, totiž stačí vynásobit vektor {\displaystyle \scriptstyle {\vec {x}}_{2}} imaginární jednotkou a máme vektor {\displaystyle \scriptstyle {\vec {x}}_{1}}. Když ale uvažujeme těleso reálných čísel, pak podobnou operaci provést nemůžeme, neboť imaginární jednotka není reálné číslo. Zjevně neexistuje jiné reálné číslo, které by po vynásobení převedlo jeden vektor v druhý. Tyto dva vektory jsou tedy nad reálným tělesem lineárně nezávislé. Viz též Příklad 4 v článku Lineární obal.